# Nonomina
Nonomína (tudi eneomína ali 9-omína) je poliomina, ki jo sestavlja devet skladnih neprekrivajočih se enotskih kvadratov ortogonalno povezanih po stranicah.
Obstaja 1285 različnih prostih nonomin. Praviloma nonomina, ki izhaja iz zrcaljenja ali zasuka poljubne pentomine, ne šteje za drugačen lik. Če se upošteva različne like pri zrcaljenju, obstaja 2500 enostranskih nonomin, pri zasukih pa 9910 nepomičnih nonomin.

## Simetrija
Za nonomine obstajajo naslednje simetrije:
- brez simetrije, 1196 prostih nonomin
- osna simetrija glede na smeri mrežnih črt (90°), 35 prostih nonomim

- osna simetrija glede na diagonale (45°), 26 prostih nonomin

- rotacijska simetrija reda 2: {\displaystyle C_{2}\,}, 19 prostih nonomin

- simetrija glede na smeri obeh mrežnih črt, dve osi osne simetrije: {\displaystyle D_{2}\,}, (90°), 4 proste nonomine

- štiri osi osne simetrije: {\displaystyle D_{4}\,}, dve prosti nonomini

Za razliko od oktomin ne obstajajo nonomine z rotacijsko simetrijo reda 4 ({\displaystyle C_{4}\,}) ali s simetrijo glede na smeri obeh diagonal, z dvema osema osne simetrije ({\displaystyle D_{2}\,}, (45°)). 

## Zlaganje in pokrivanje
37 nonomin ima enojne luknje. Zaradi tega se s celotno množico nonomin ne da pokriti pravokotnika, kvadrata ali vseh nonomin. Dokazano pa je, da 1050 prostih nonomin, pokrije ravnino.